# フィッシュ (バンド)
フィッシュ（Phish）は、アメリカのロックバンド。4人のバンドメンバーは2004年8月に解散するまで、21年間共に演奏を続けた。その後、2009年の3月に復活を果たしている。
フィッシュの音楽はロック、フォーク、ジャズ、カントリー、ブルーグラス、ポップなど様々な要素を内包している。彼らはライブごとに演奏曲順に変化をつけ、またひとつの曲を二度と同じ技法で演奏しないなど独特な方法を採っている。
ハロウィンの日に行われる、他のバンドのアルバムをそのまま全曲カバーする「アルバム・コスチューム」企画では、ザ・フーの『四重人格』などもフルカバーで演奏している。また、彼らの曲がラジオで流れることは稀でMTVに出演することも無かった。その代わりファンによるライブを録音したテープのトレードと、口コミにより、支持層が形成されていった。ライブの録音とトレードを自由化したバンドではグレイトフル・デッドが有名だが、フィッシュはデッドの影響を強く受け、90年代のジャム・バンド・ブームの一翼を担った 。
ギターのトレイ・アナスタシオは、「ローリング・ストーンの選ぶ歴史上最も偉大な100人のギタリスト」において2003年は第73位にランクインしていたが、2011年の改訂版では削除された。2023年に発表された同誌の「史上最も偉大なギタリスト TOP250」では第53位にランクイン。

## 来歴
1983年、バーモント大学の学生だったトレイ・アナスタシオ (Trey Anastasio)、マイク・ゴードン (Mike Gordon)、ジェフ・ホールズワース、ジョン・フィッシュマン (Jon Fishman) が集まりバンド活動を始めた。1984年春、トレイが大学を退学したため、バンドは一時活動を休止。秋に再結成し、バーリントン市内にあるバーNectar'sで初ライブを行う。1985年9月、ペイジ・マッコーネル (Page McConnell) が参加した後、1986年にジェフが大学卒業と同時に脱退し、その後の主要メンバー4人のバンドとなる。同年初のスタジオ・レコーディング・アルバム「White Tape」を発表。1989年には、自主製作の初スタジオレコーディング「Junta」をリリースし、ライブ会場や通信販売のみで販売する。
フィッシュは、デッドヘッズのマガジン「Relix」の89年10月号に掲載された。バンドは90年代から知名度がアップしていった。1992年2月エレクトラ(Elektra)より、メジャー初のアルバム「A Picture of Nector」を発売。1995年春には、インターネットとメールによるライブチケットの直販システムを確立。1997年、初のヨーロッパツアーを実施。
1999年7月31日から8月1日にかけて、苗場スキー場で開催されたフジロックフェスティバルに3日間連続で出場し、計12時間近くの演奏を行った。2000年、初の日本ツアーを実施。東京、名古屋、福岡、大阪で演奏した。
2004年彼らのウェブサイトで突然の解散宣言がされた。彼らの故郷の小さな町バーモント州コヴェントリーでの最後の演奏は11万人もの参加希望者がいたため、アメリカの千以上の映画館で生中継された。2008年10月1日、公式ウェブサイトで突然活動再開が宣言がされた。
しばしばフィッシュはグレイトフル・デッドと比較される。その共通点は音楽性以上に、バンドを取り巻く文化にある。どちらのファンもバンドと一緒に数週間に渡るツアーに同行するなど、60sのヒッピーの流れを受け継いでいる。フィッシュのファンはグレイトフル・デッドのデッド・ヘッズに習ってフィッシュ・ヘッズ、またはPhishの"P"からPhan（ファン）と呼ばれる。2つのバンドは交流があり、度々お互いの曲を演奏したり一緒にライブをするなど交流があり、ファン層も重なっていた。グレイトフル・デッドのリーダー、ジェリー・ガルシアが他界した後には、多くのデッドのファンがフィッシュのライブに流れたとも言われている。
2015年7月3～5日に行われたグレイトフル・デッド結成50周年記念限定復活ライブ「Fare Thee Well: Celebrating 50 Years of Grateful Dead」にはトレイ・アナスタシオの参加が発表された。